# Gediminas Vičius
Gediminas Vičius (Kaunas, 5 luglio 1985) è un ex calciatore lituano, di ruolo centrocampista.

## Palmarès

### Club

#### Competizioni nazionali
- Campionato kazako: 2

Shahter Qaraǵandy: 2011, 2012
- Coppa del Kazakistan: 1

Shahter Qaraǵandy: 2013
- Supercoppa del Kazakistan: 1

Shahter Qaraǵandy: 2013